# Synoemis pandani
Synoemis pandani là một loài bọ cánh cứng trong họ Silvanidae. Loài này được Pascoe miêu tả khoa học năm 1863.